# Девіс-Монтен (авіабаза)
Авіаба́за Девіс-Монтен (англ. Davis–Monthan Air Force Base, (IATA: DMA, ICAO: KDMA, FAA ідент. місц.: DMA) — діюча військово-повітряна база Повітряних сил США, розташована поблизу міста Тусон, Аризона. База відома через базування на ній 309-ї аерокосмічної групи матеріально-технічного обслуговування та відновлення Командування матеріального забезпечення Повітряних сил США, котра відповідає за збереження надлишкового військового та урядового авіаційного майна на території інсталяції.

## Зміст
Авіаційна база повітряних сил США поблизу аризонського міста Тусон була заснована відразу після Першої світової війни та отримала свою назву на честь героїв-пілотів цієї війни лейтенантів Семуеля Девіса (1896—1921) та Оскара Монтена (1885—1924), уродженців Тусона.
За станом на 2016 рік, Девіс-Монтен є однією з найважливіших повітряних баз Бойового командування ПС США, на якій окрім регулярних частин (355-те винищувальне авіакрило) і штабів (12-та армія ПС США), зберігається на консервації, ймовірно, найбільший парк авіаційної техніки у світі — понад 4400 одиниць літаків і вертольотів, та сорок космічних кораблів; сумарна вартість авіаційного майна становить понад 35 мільярдів доларів.

## Дислокація
На авіаційній базі Девіс-Монтен протягом останнього часу базуються формування: Бойового Командування, зокрема штаб 12-ї повітряної армії, Командування резерву та Командування матеріального забезпечення Повітряних сил США, а також Повітряних сил Національної гвардії США.
Основні формування:
- 355-те винищувальне авіакрило;
- 563-тя рятувальна авіаційна група 23-го авіакрила;
- 943-тя рятувальна авіаційна група 920-го рятувального крила;
- 55-та група радіоелектронної боротьби 55-го авіакрила;
- 309-та аерокосмічна група матеріально-технічного обслуговування та відновлення;
- 214-та розвідувальна група 162-го винищувального крила Повітряних сил Національної гвардії Аризони.

## Галерея

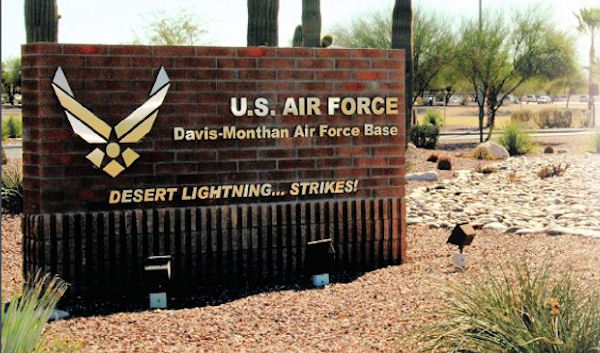
Стела на в'їзді до авіаційної бази Девіс-Монтен
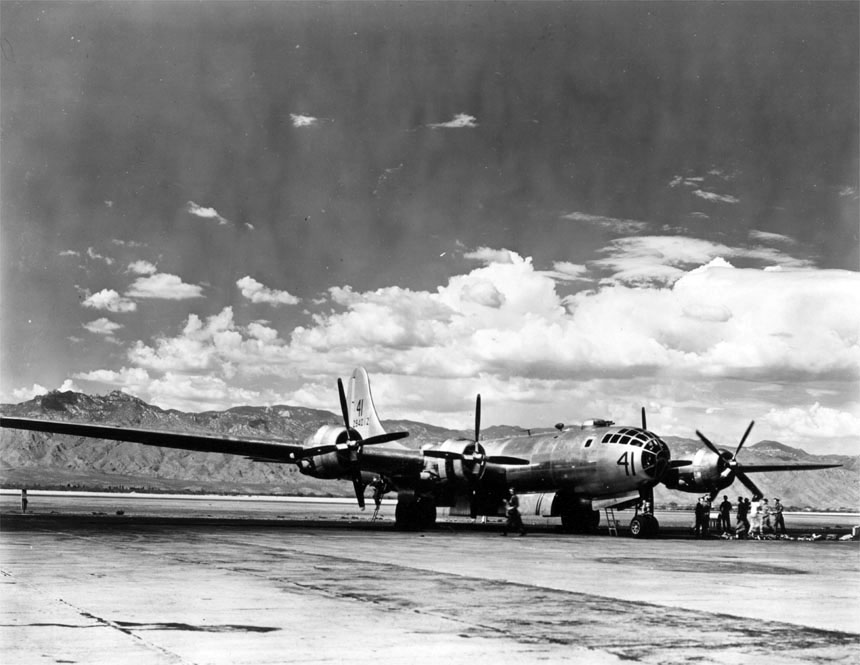
Важкий бомбардувальник B-29 Superfortress сідає на злітно-посадкову смугу авіабази Девіс-Монтен.
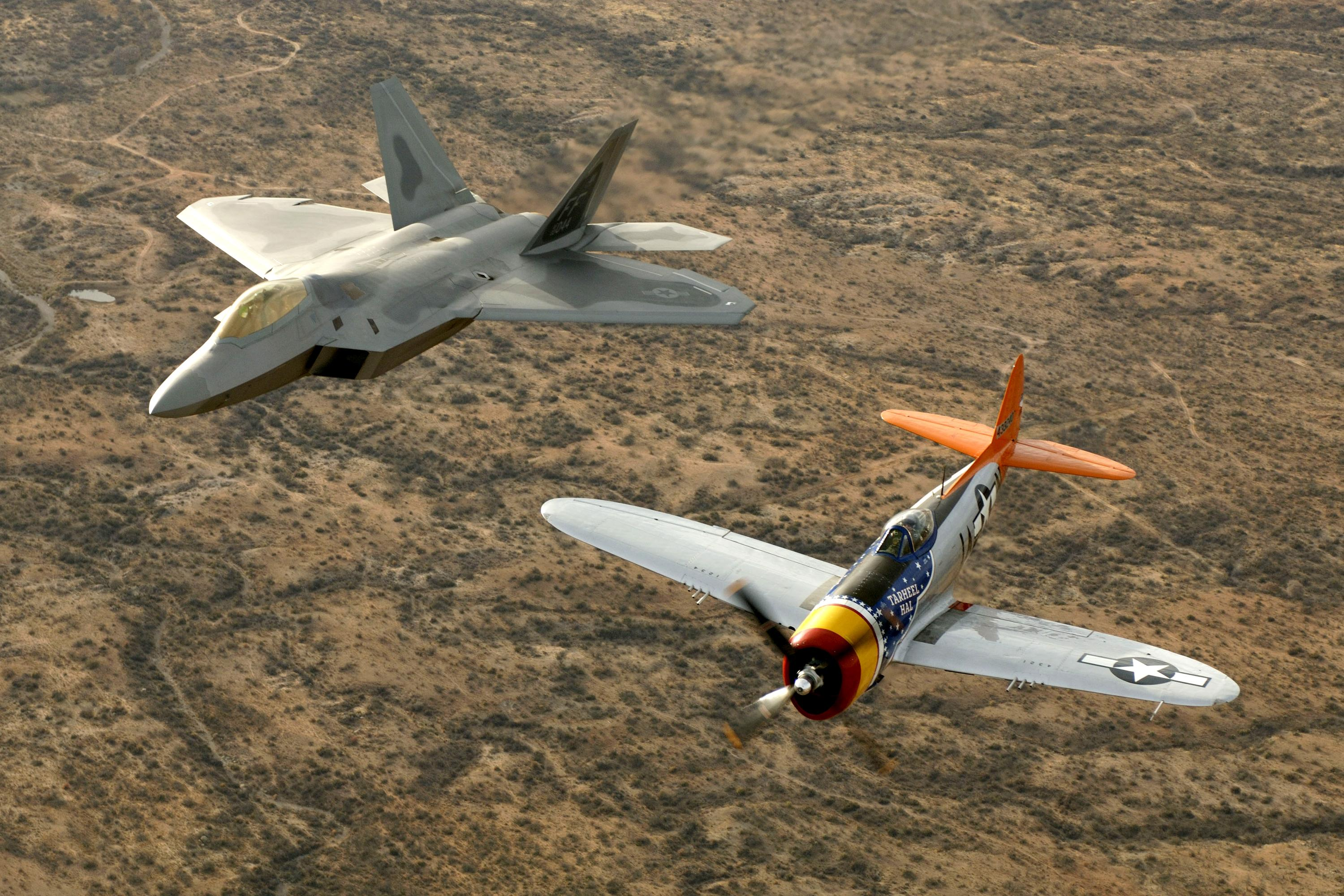
Винищувачі різних поколінь F-22A Raptor та P-47 Thunderbolt у польоті. 3 червня 2006
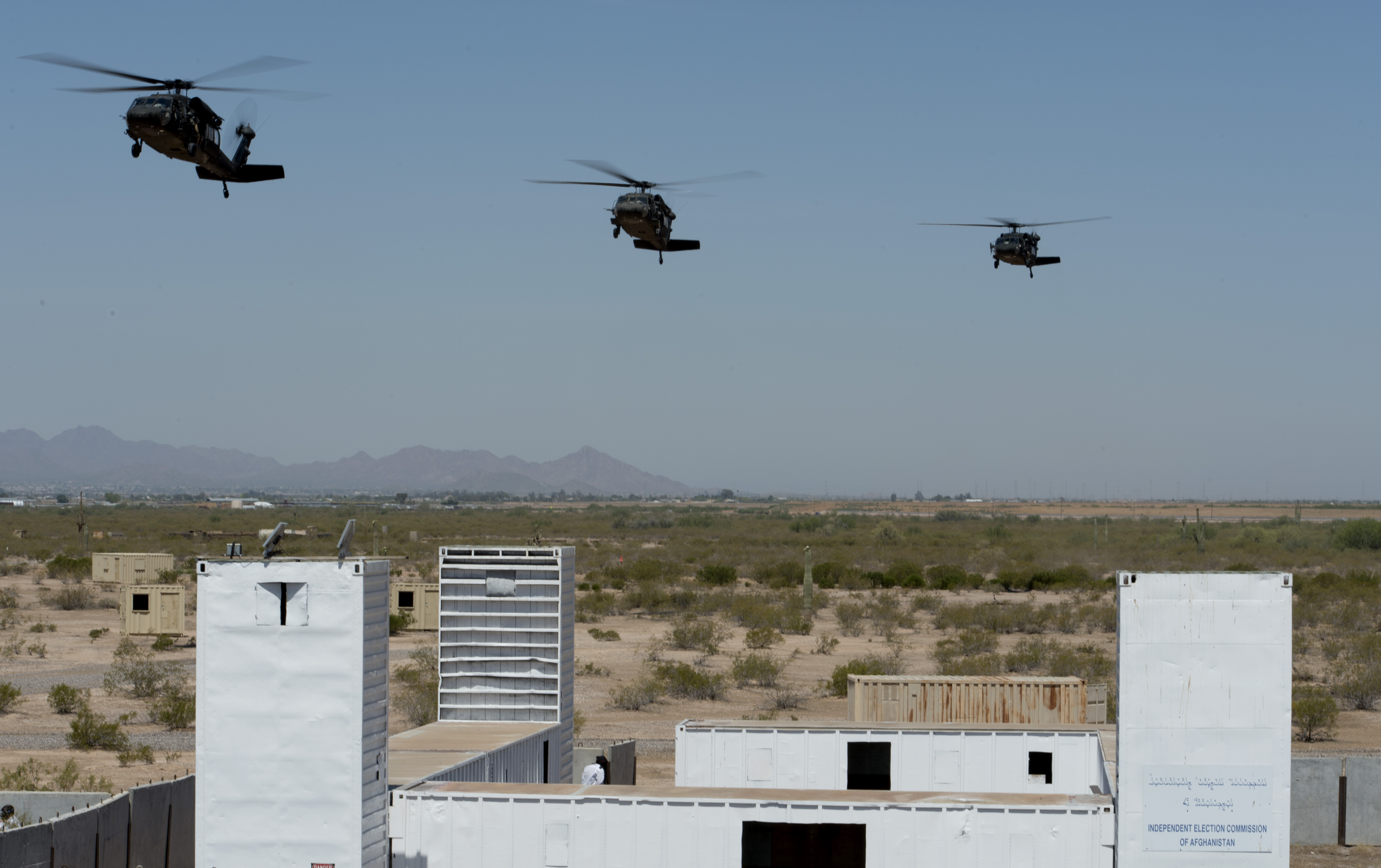
Три гелікоптери UH-60 Black Hawk на багатонаціональних навчаннях «Енджел Тандер»-2014. 16 травня 2014
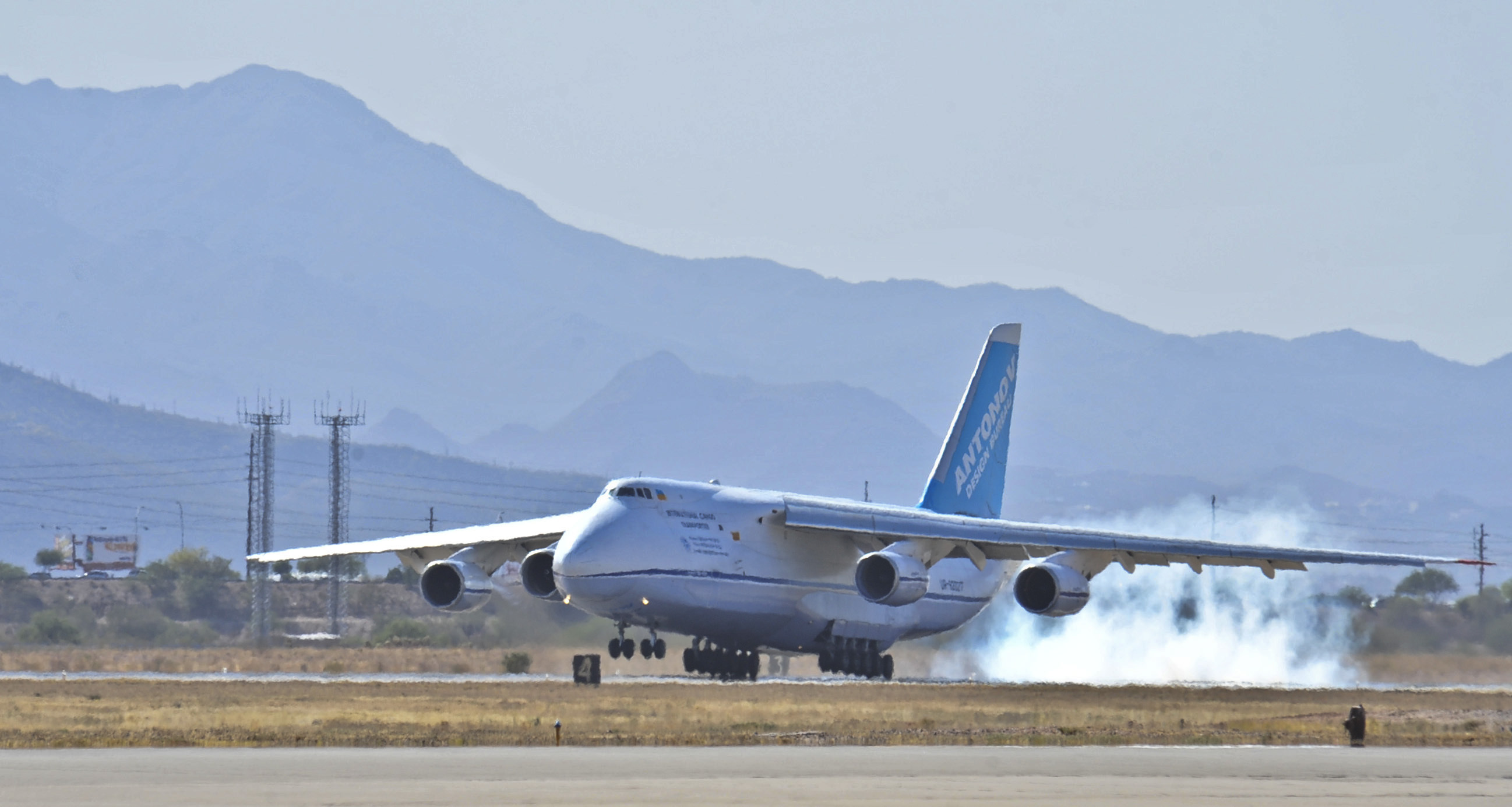
Транспортний літак Ан-124-100, що перевозить 2 французьких рятувальних вертольоти EC725 Caracal, сідає на аеродром. 2 травня 2014
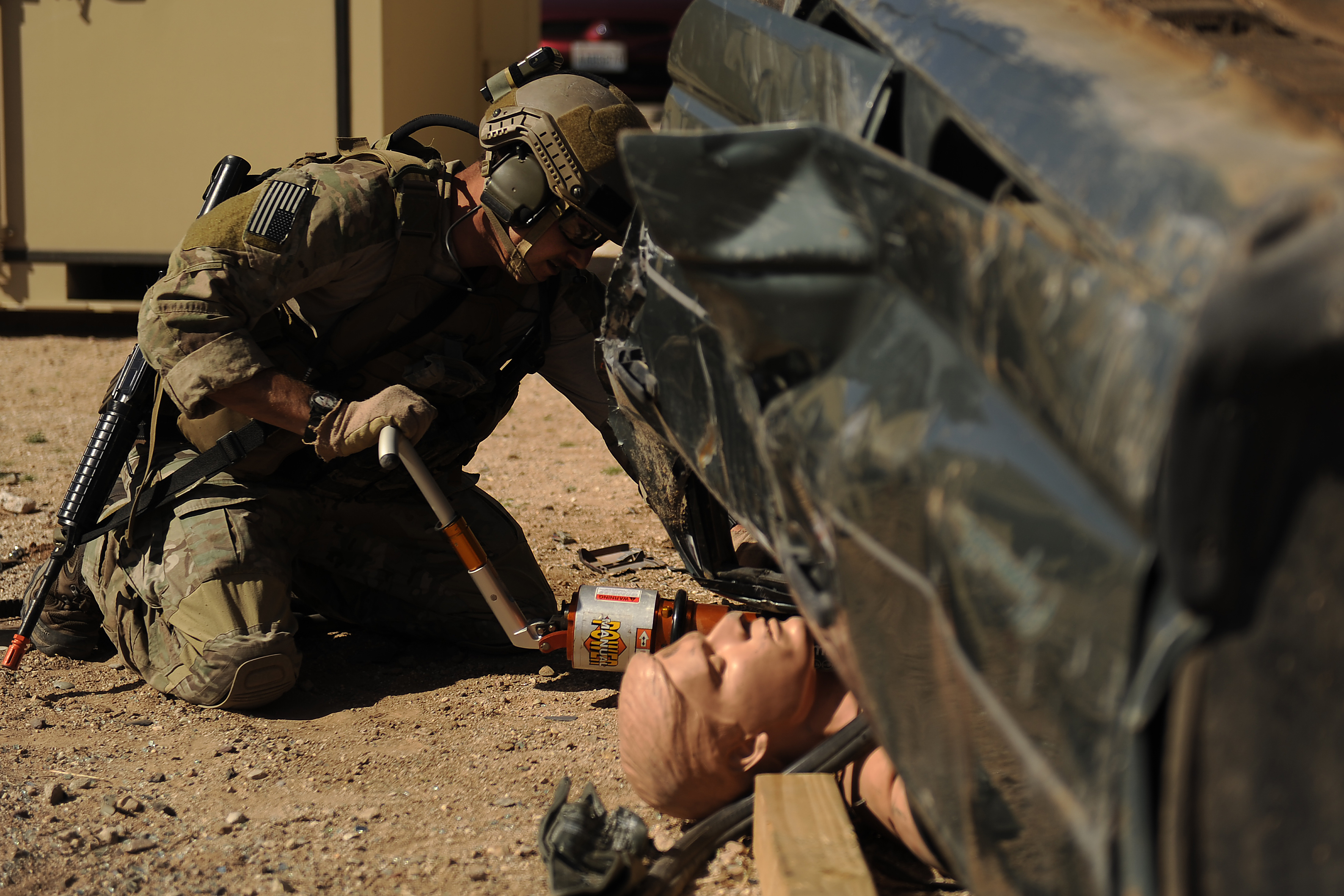
Тренування Парашутистів-рятівників з евакуації постраждалих у ході навчань «Енджел Тандер»-2013. 10 квітня 2013
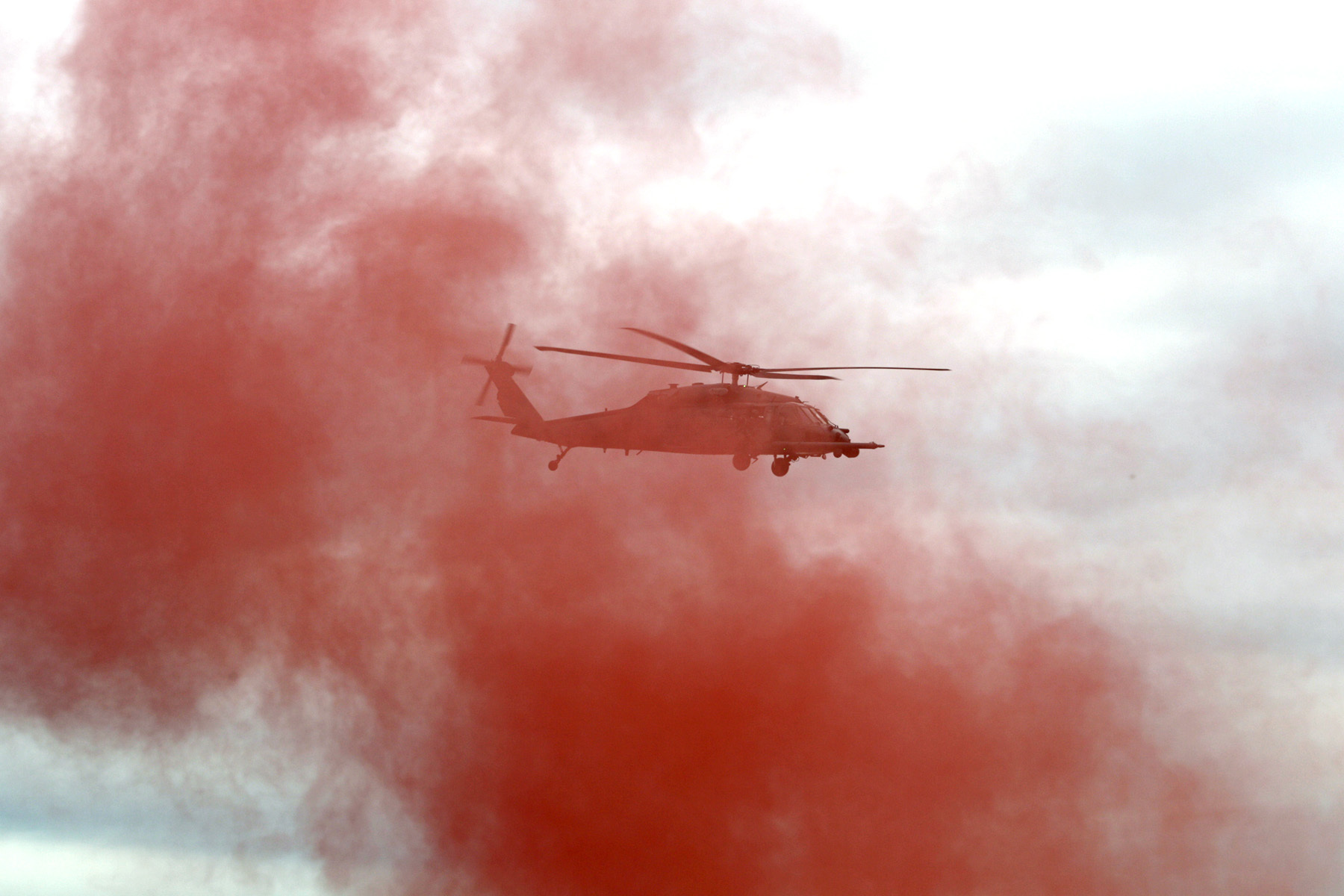
Навчання з пошуково-рятувальної операції штурмовика A-10 екіпажем HH-60 Pave Hawk. 29 січня 2015
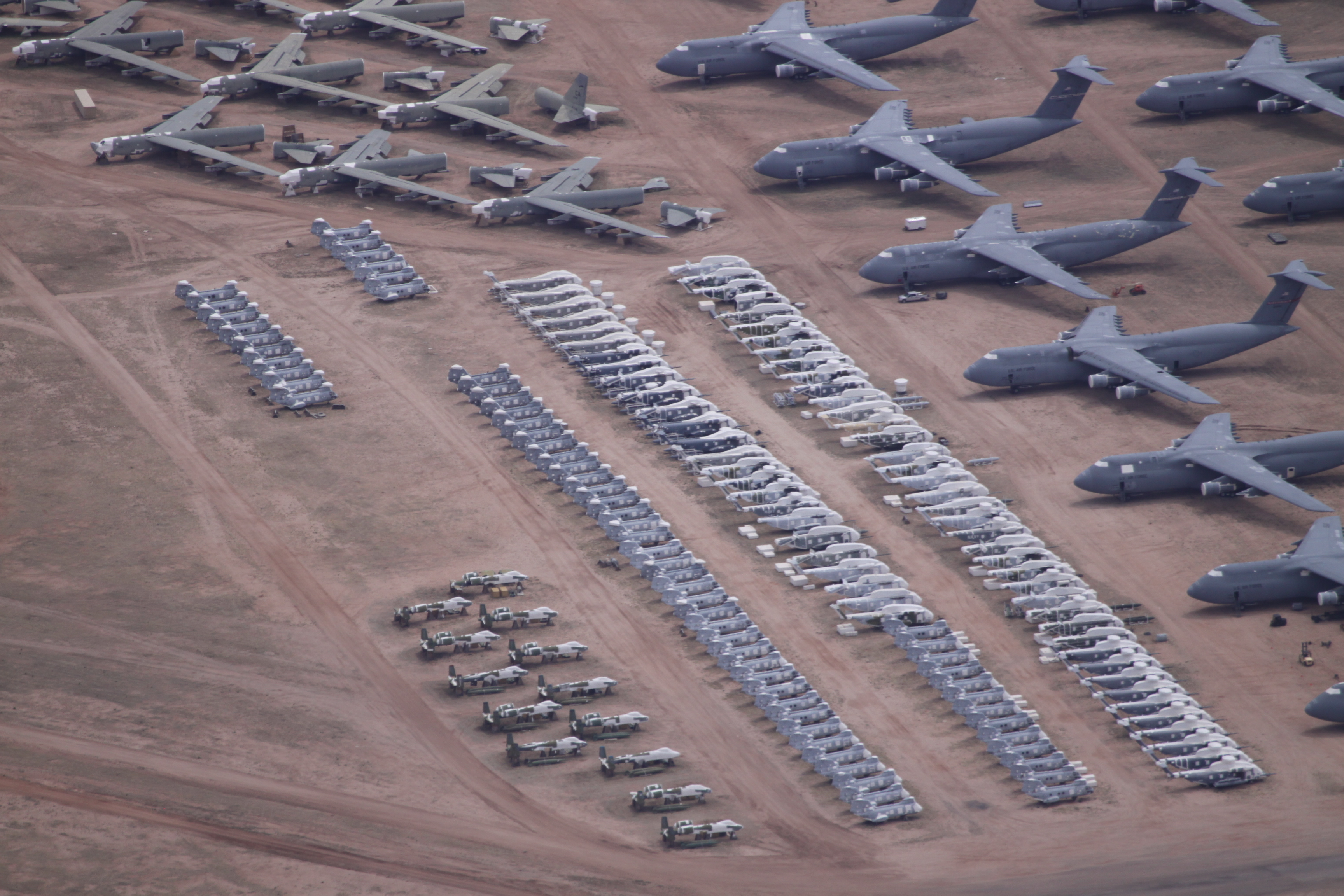
Списані до резерву 13 A-10, 10 C-5, 7 B-52, 65 MH-53 та 65 CH-47. 23 квітня 2013
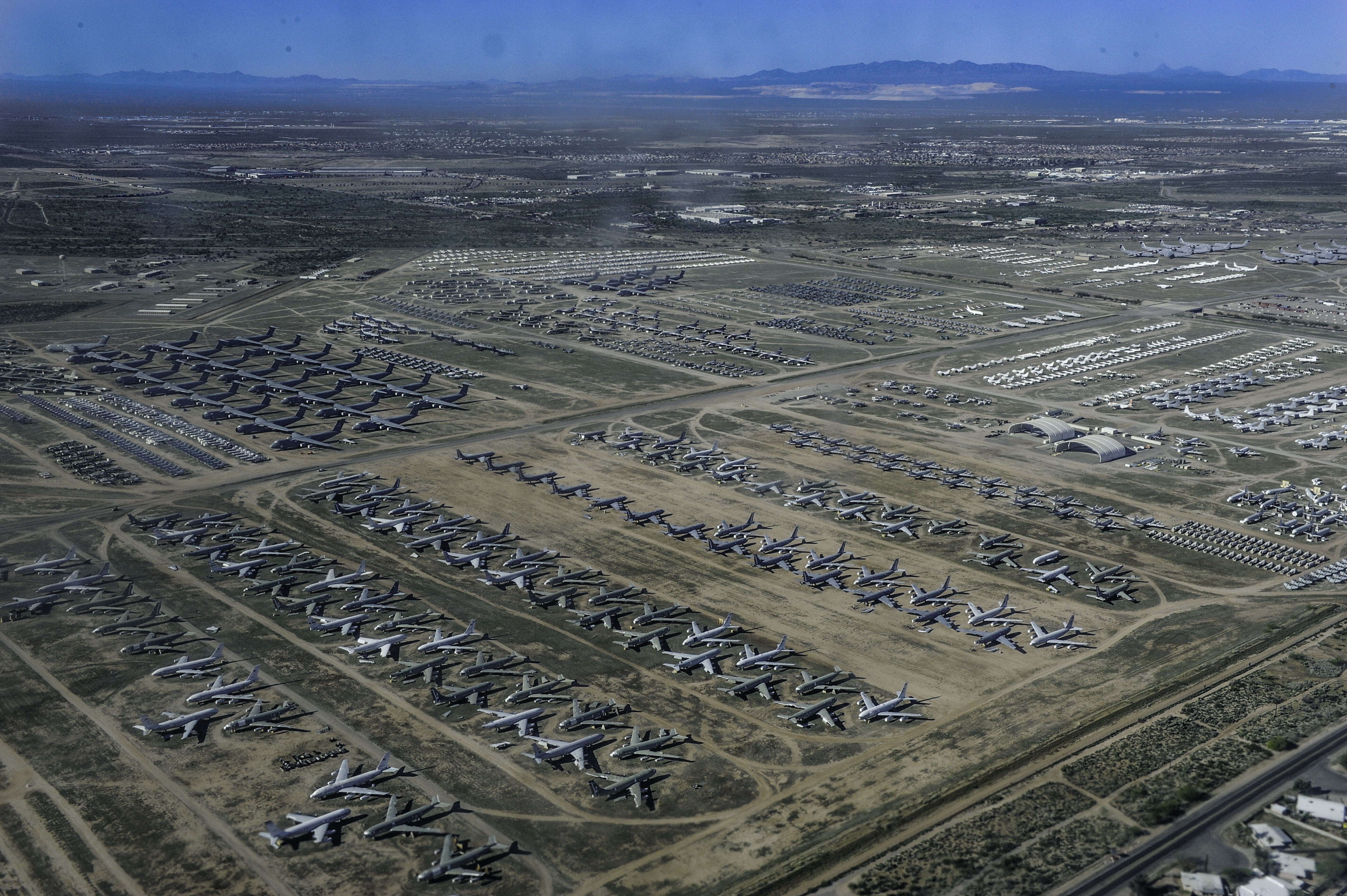
309-а аерокосмічна група матеріально-технічного обслуговування та відновлення Командування матеріального забезпечення (вигляд з висоти пташиного польоту). 27 березня 2015
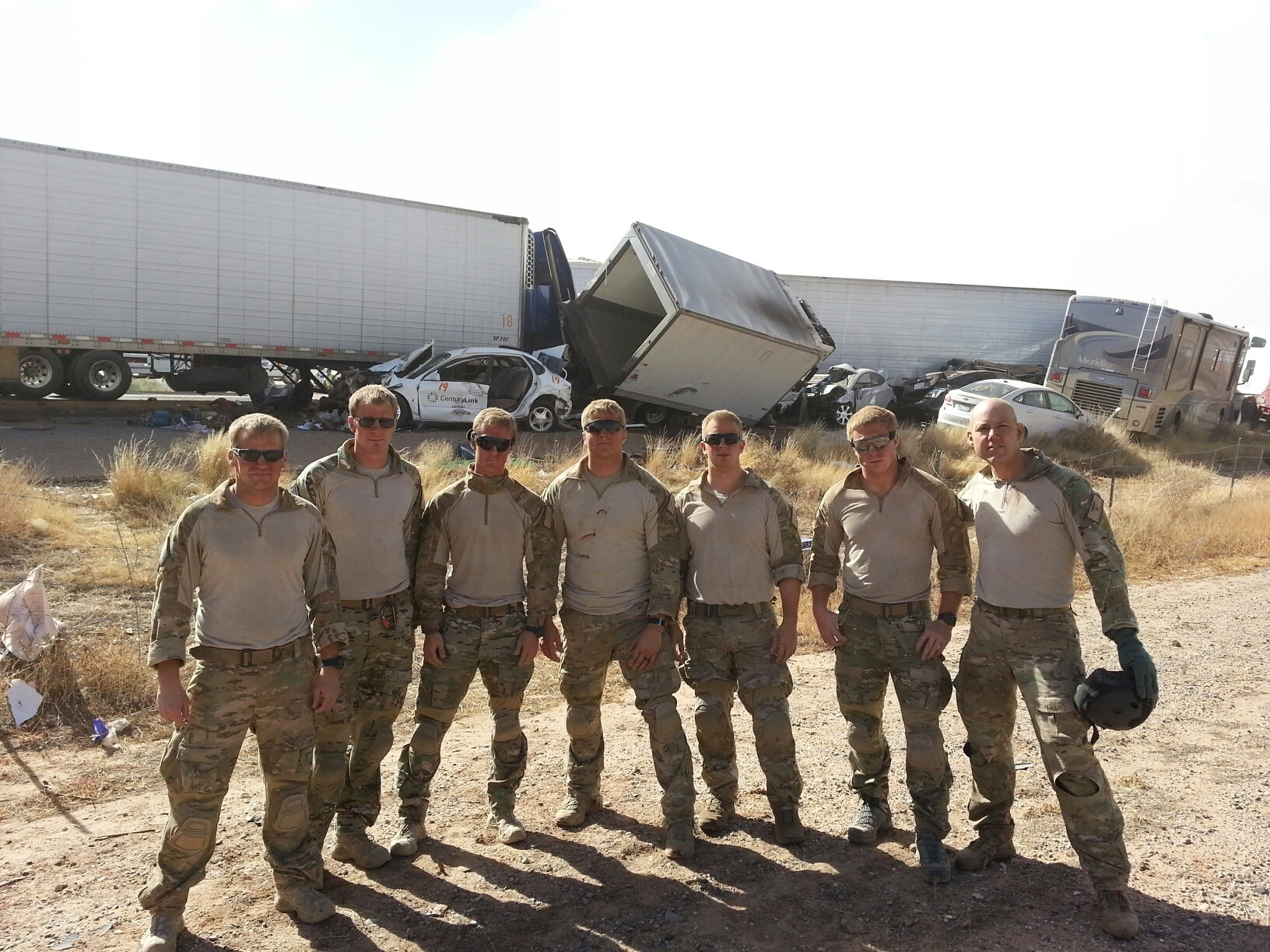
Парашутисти-рятівники 48-ї пошуково-рятувальної ескадрильї сил спеціальних операцій ПС на фоні місця масштабної ДТП на Interstate 10 поблизу Пікачо, Аризона, після рятування постраждалих. 29 жовтня 2013